# Peet's Coffee
Peet's Coffee es un café y tostadora de café de especialidad del Área de la Bahía de San Francisco. La empresa también es vendedora de café. Actualmente, la empresa de Peet's es poseída por JAB Holding Company. Fundado en 1966 por Alfred Peet en Berkeley, California, Peet's introdujo a los Estados Unidos los más oscuros asados de café arabica en mezclas incluyendo el tueste francés y los grados apropiados para bebidas de espresso. Peet's ofrece granos de café recién asados, café preparado y bebidas de café espresso, así como café de preparación fría embotellado. En 2007, Peet's abrió la primera tostadora de café con certificación de oro LEED (liderazgo en energía y diseño ambiental según sus siglas en inglés) en los Estados Unidos. El café de Peet's se vende en más de 14,000 tiendas y mercados en los Estados Unidos.

## Historia

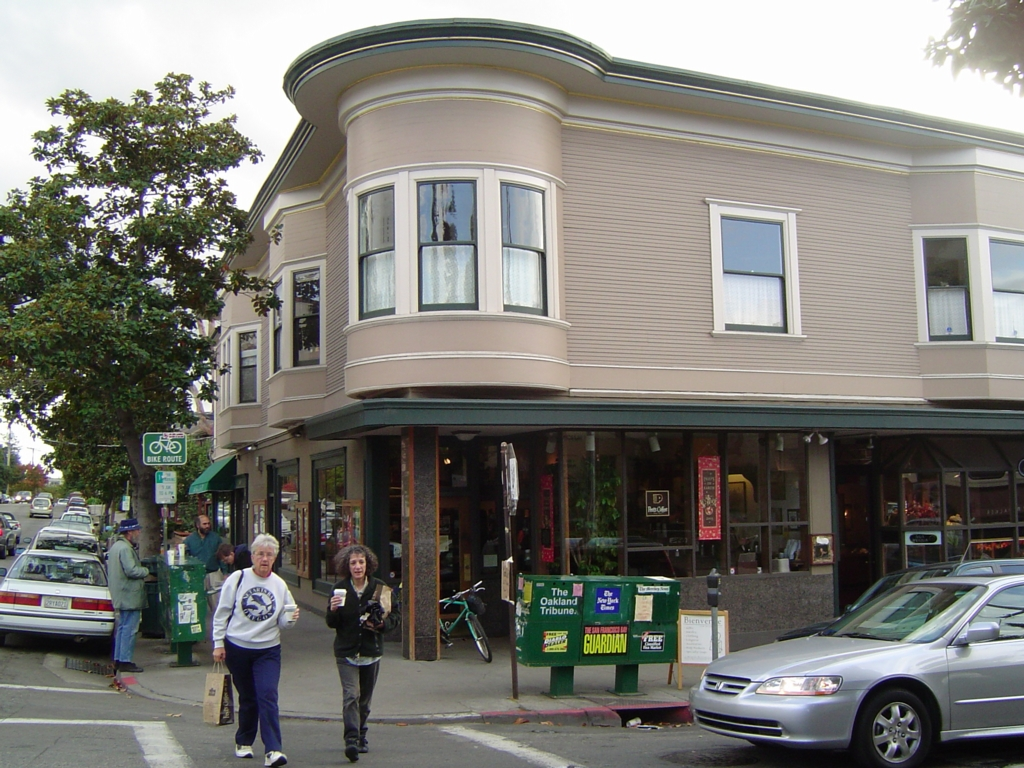
Tienda de Peet's original en el norte de Berkeley, California

Alfred Peet creció en los Países Bajos, donde su padre poseía y operaba una tienda mayorista y molienda de café. Peet entrenó con su padre para aprender a asar y moler café. En 1938, a la edad de 18, se mudó a Londres donde fue empleado de la compañía de café y té Twinings. También pasó tiempo en Nueva Zelanda e Indonesia antes de mudarse a San Francisco en 1955 donde trabajó para un importador de café y té.
En 1966, Peet abrió el primer "Peet's  Coffee, Tea & Spices" (café, té y especias) en Berkeley, California en la calle Vine cerca de la Universidad de California, Berkeley. Originalmente vendía granos de café, no tazas de café. Sus alubias de café se asaban a mano en lotes pequeños. La compañía creció a comprender cuatro ubicaciones y se dieron a conocer como "Peet's Coffee & Tea." Peet quiso traer mejor café al mercado americano y llegó a ser considerado como "el padrino del café gourmet en los EE.UU." La ubicación original en las calles Vine y Walnut está abierta todavía. La segunda ubicación de Peet's Coffee era en Menlo Park, California.
Peet vendió su empresarial a Sal Bonavita en 1979, pero se quedó trabajando con la compañía como comprador de café y asesor hasta 1983. En 1984, Jerry Baldwin, un fundador de Starbucks, compró las cuatro ubicaciones de Peet's de Sal Bonavita. En 1987, Baldwin y sus co-inversores de Starbucks vendieron Starbucks para enfocarse más en el negocio de Peet's. Howard Schultz, el nuevo dueño de Starbucks, entró en un acuerdo de no competencia de cuatro años en el Área de Bahía.
En 2001, la compañía fue incorporada bajo el nombre Peet's Coffee and Tea Company y tuvo su oferta pública inicial. La compañía apareció en la lista en el Nasdaq bajo el símbolo PEET y 3,3 millones de acciones se vendieron en $8 cada una. Las partes comunes subieron a $9.38 y la compañía recaudó $26,4 millones.
Peet's abrió una planta de asado de café en Alameda en 2007. Esta ubicación nueva reemplazó las operaciones anteriores en Emeryville, California, y es la primera tostadora de café de la nación que tiene el certificado de oro de LEED.
En 2012, algunos empleados en un café de Peet's en Chicago formó un grupo de trabajadores grupo para abordar las preocupaciones sobre la compensación, planificación irregular de los turnos de trabajo, el permiso por enfermedad y condiciones laborables que causaron heridas frecuentes en las muñecas de los trabajadores. Tres representantes de la corporación de Peet's visitaron la tienda, donde atribuyeron las quejas de los trabajadores quejas al rendimiento del gerente de aquella ubicación, y no quisieron hablar más sobre las preocupaciones si no fuera en reuniones individuales. Posteriormente, el grupo perdió el empuje que tenía y el organizador fue despedido después de llegar tarde por tercera vez en un año. Los miembros restantes del grupo de los trabajadores de Peet's atribuyeron su despedida a una aplicación selectiva de las reglas de tardía de la compañía.
En 2012, Peet fue adquirido como privado por Joh. A Benckiser, un grupo de inversión alemán, por $977,6 millones, o $73.50 por participación. En aquel tiempo, la adquisición se hizo con uno de los precios más altos pagados por una compañía fundada en Berkeley. JAB Holding (Joh. A Benckiser) también posee participaciones de minoría en las compañías de productos del consumidor Reckitt Benckiser, Coty, Inc. y control de marcas de lujo Bally, Belstaff y Jimmy Choo. JAB Holding más tarde adquirió una porción de Caribou Coffee.
En agosto de 2014, Peet's adquirió Mighty Leaf Tea, una marca de té de especialidad basada en el Área de la Bahía, en sociedad con Next World Group. Se anunció en octubre del 2015 que Stumptown Coffee Roasters devendría una empresa filial completamente poseída de Peet's. Más tarde durante el mismo mes, Peet's anunció que adquiría una participación de mayoría en la compañía Intelligentsia Coffee & Tea, basada en Chicago.
En diciembre de 2016, Peet's anunció que construía una segunda tostadora de café en Suffolk, Virginia. La instalación de 175,000 pies cuadrados costará $58 millones y la apertura se planeó para 2018. En aquel tiempo, la tostadora de Alameda producía aproximadamente 1 millón de libras de café cada semana.
Peet's abrió su primera ubicación en Shanghai, China en octubre de 2017.
Desde el año fiscal 2019, los ingresos de Peet's crecieron a $983 millones.
El 29 de mayo del 2020, JDE Peet's, el dueño de Peet's Coffee, recaudó $2,5 mil millones haciendo pública la compañía en la bolsa Euronext Amsterdam en un trato que valoró la compañía en $17,3 mil millones. Desafiando pandemia del coronavirus y la recesión económica,  fue la oferta pública inicial más grande en Europa durante los primeros cinco meses de 2020 y la segunda más grande IPO (primera venta de acciones de una compañía al público) en el mundo.

## Ubicaciones
En 2018, Peet's opera más de 200 ubicaciones minoristas en 11 estados: California, Washington D. C., Virginia, Tennessee, Nevada, Washington, Oregón, Colorado, Illinois y Maryland, y ha expandido a China, abriendo una ubicación en Shanghai.
Peet's anteriormente operaba en Pensilvania, Ohio y Míchigan, pero cerró estas tiendas en 2014 para centrarse en las áreas donde está creciendo.
En diciembre de 2016, el café de Peet's se vendía en 14,000 supermercados, universidades y mayoristas a través de los Estados Unidos. Tuvieron más de una docena de ubicaciones que servían café en Chicago y Boston, al igual que 23 en el área de Washington D. C. en aquel tiempo.

## Sociedades autorizadas
Peet's tiene tiendas en muchos centros de tránsito, incluyendo varios aeropuertos como William P. Hobby Airport, George Bush Intercontinental Airport, Reno-Tahoe International Airport, John F. Kennedy International Airport, Philadelphia International Airport, Sacramento  International Airport, Phoenix Sky Harbor International Airport, Hollywood Burbank Airport y los tres aeropuertos importantes en el área de Bahía del San Francisco, San Francisco International Airport, Oakland International Airport y San Jose International Airport.

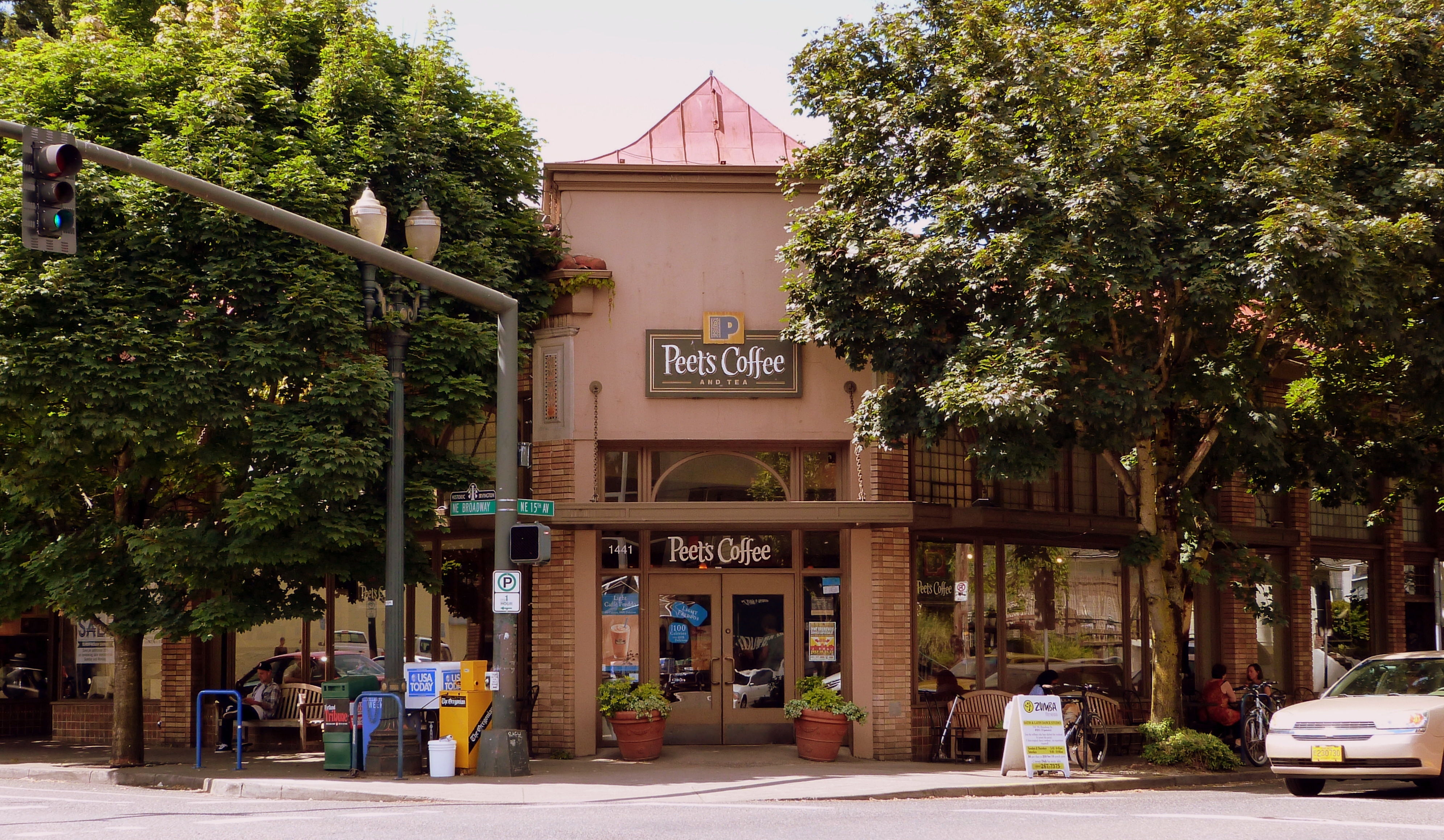
Peet's en el nordeste de Portland, Oregón

En 2003, la primera tienda de servicio completo y venta de café en un campus universitario se abrió dentro del edificio Clark Center en la Universidad de Stanford. El café de Peet's también se sirve actualmente en todos los comedores de Stanford. En 2005, UC Berkeley abrió su propia franquicia de Peet's en el campus en Dwinelle Hall y como restaurante del campus cerca de su comedor existente. De modo parecido en 2009, se abrieron en la Unión Memorial Universidad de Wisconsin de Madison, en la Universidad Villanova y la Universidad de California, San Diego.
Peet's donó $250,000 para lanzar el centro de café de la Universidad de California, Davis, un centro de búsqueda dedicado al estudio multidisciplinar del café, en septiembre de 2016. UC Davis es la primera universidad en el mundo que dedica un foco académico riguroso al café en la etapa después de la cosecha. El programa colaboró con la Asociación de Café de Especialidad de América (Specialty Coffee Association of America) para conseguir acceso de licenciados futuros a subvenciones y becas. En abril de 2017, Peet firmó un acuerdo con el Programa de Sociedad Universitaria de UC Berkeley para ayudar a los programas de estudiantes con fondos incluyendo subvenciones de viajes estudiantilse, becas y oportunidades para trabajos de prácticas pagados.

## Productos
En septiembre del 2015, Peet's anunció que añadía opciones de desayuno servidas todo el día a su menú. El cambio sería implementado en el mercado de Chicago, y eventualmente, se añadiría en todas las ubicaciones.
Peet's Coffee empezó a formular la mezcla en 2014 y primero lo añadió a la carta de su tienda en el verano de 2015. En julio de 2016, salió una línea complementaria de café en preparación fría y embotellado (cold-brew) en 400 ubicaciones en el área de San Francisco que incluye las tiendas de Peet's y los supermercados. Peet's cold-brew se ofreció inicialmente en tres sabores: Baridi Negro, Café au Lait, y Chocolate Oscuro. Se agregó la leche de almendra a la línea de cold-brew en mayo de 2017.
En diciembre de 2016, Peet's añadió una Barra Lenta ("Slow Bar") a su tienda más nueva en Washington D. C. presentando los métodos de la prensa francesa, el café vertido y preparación del sifón.

## Influencia
Cuando los tres fundadores de Starbucks buscaban empezar su compañía, contactaron a Peet, quien "se convirtió como en un mentor y padre" para ellos. Dejó que los tres jóvenes copiaran el diseño de su tienda y compartió sus proveedores con ellos.
Peet's tiene una clientela muy dedicada, a veces conocida como "Peetniks", una palabra compuesta de Peet's y beatniks.
Peet's era uno de los primeros detallistas de alubias de café y café preparado en ofrecer café de grado especial y en asar las alubias por un tiempo más largo, produciendo un licor que es más oscuro, más amargo, con menos del gusto ácido de los cafés ofrecidos en los EE. UU. en aquel tiempo. Peet's generalmente se considera como uno de los negocios fundadores en el comercio del café gourmet.
Dos hombres británicos quienes trabajaron en Peet's en los primeros años de los años 1990s, más tarde establecieron en el Reino Unido la tostadora de café, Union Coffee Roasters.